# Holger Falk

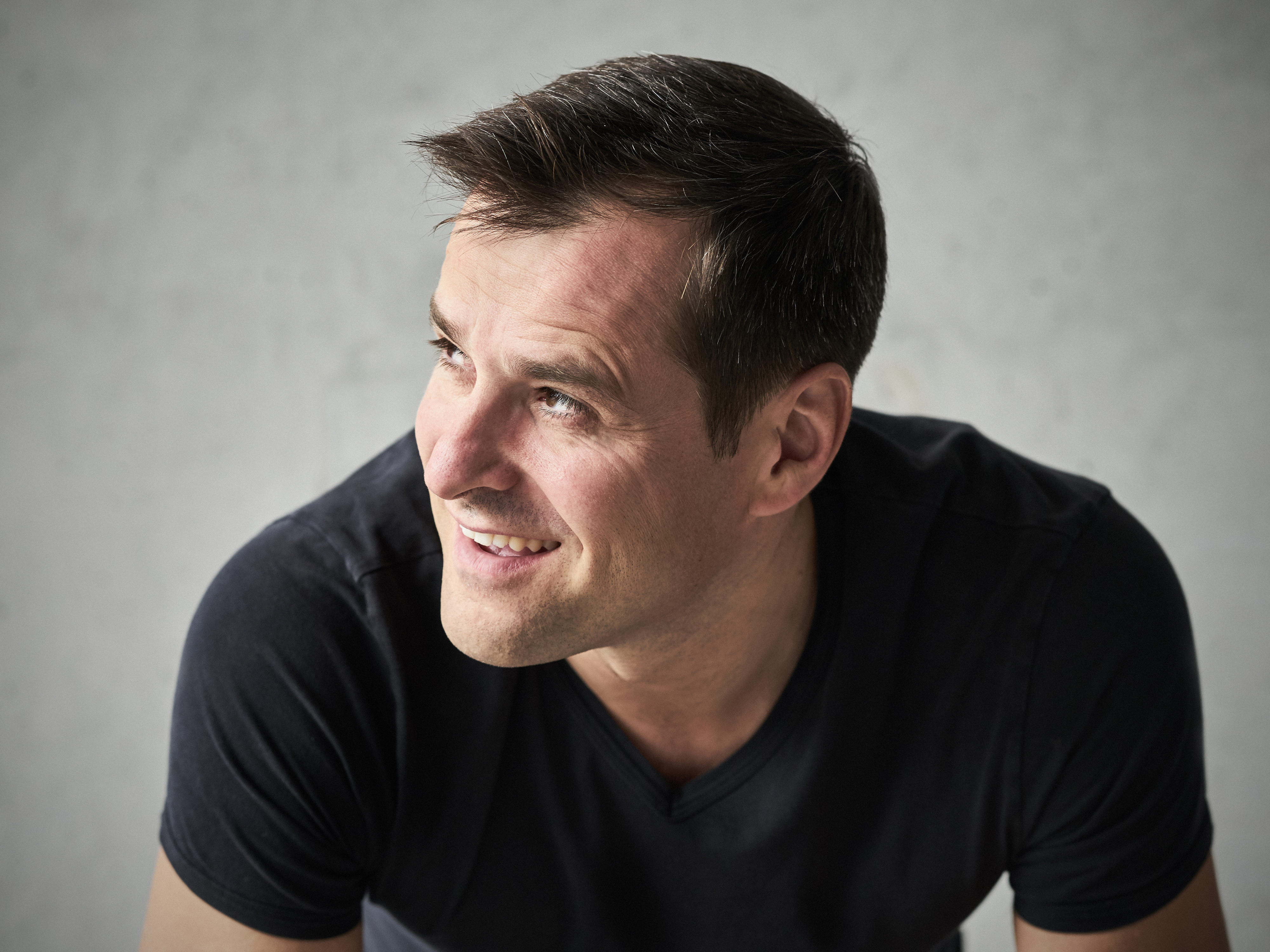
Holger Falk (2017)

Holger Falk (* ca. 1972) ist ein deutscher Opern- und Liedsänger (Bariton).

## Leben und Wirken

### Ausbildung
Holger Falks Vater war Klarinettist und Saxophonist. Im Alter von 10 Jahren trat Falk dem Chor der Regensburger Domspatzen bei und besuchte das angeschlossene Musikgymnasium. Mit den Domspatzen unternahm er weltweit Konzertreisen, spielte Klavier und Orgel. Nach dem Abitur studierte Falk Gesang an der Musikhochschule Würzburg bei Sigune von Osten, später in Mailand bei Franco Corelli und in New York bei Neil Semer.

### Opernsänger
Nach dem Studium war Falk zunächst für zwei Jahre Mitglied des Chores der Oper Frankfurt und begann dann seine solistische Karriere als Opern- und Liedsänger mit dem Schwerpunkt Liedwerk des 20. und 21. Jahrhunderts.
Im Bereich des Musiktheaters arbeitete er mit Dirigenten wie Christopher Hogwood und Gabriel Garrido, Regisseuren wie Calixto Bieito und Werner Schroeter sowie mit zeitgenössischen Komponisten zusammen. Er wirkte bei Uraufführungen der Werke von Péter Eötvös’ (Der goldene Drache, Paradise reloaded) an der Oper Frankfurt und bei den Bregenzer Festspielen sowie Ein Brief von Manfred Trojahn an der Oper Bonn, Beat Furrers (La bianca notte), Georges Aperghis’ (Le soldat inconnu), Michael Wertmüllers (Weine nicht, singe!), Miroslav Srnkas (Make No Noise) und Steffen Schleiermachers (Kokain) mit. Darüber hinaus sang er zahlreiche klassische Rollen von Monteverdis L’Orfeo bis zu Wolfgang Rihms großen Opern.  2021 übernahm er die Rolle des Jaufré Rudel in L’amour de loin von Kaija Saariaho an der Oper Köln.  2022 folgte die Titelrolle in G. F. Haas’ Oper Thomas an der Bayerischen Staatsoper. Im selben Jahr war er Teil der Performance „Amopera“ – a performance with material of the music theatre of the last 100 years gemeinsam mit S.M. Sun und dem Klangforum Wien unter dem Dirigat von Bart Wiegers und der Regie von Jan Lauwers (Needcompany) im Festspielhaus Erl.

### Liedsänger
Falk konzertiert regelmäßig mit Ensembles für Neue Musik wie dem Klangforum Wien, dem Ensemble Modern, dem Ensemble Resonanz, dem Ensemble Avantgarde, der Basel Sinfonietta, der MusikFabrik NRW, dem Doelen Ensemble Rotterdam und nuovo aspetto sowie auch mit Ensembles für Barockmusik wie dem Elyma Genève (Monteverdis Orfeo), Elbipolis Hamburg (Graupners Dido), dem Concerto Köln (Hasses Leucippo) und der Kammerakademie Potsdam (Mendelssohns Elias).
In diesem Zuge entstanden bereits etwa 20 Tonträgeraufnahmen mit Liedern verschiedener Komponisten. 2016 erhielt er den ECHO Klassik für die beste Liedeinspielung des Jahres (Satie: Mélodies et Chansons) sowie 2017 den Preis der deutschen Schallplattenkritik (Hanns Eisler: Lieder und Balladen 1929–1937). Im Jahr 2019 folgte die Nominierung für den Opus Klassik in der Kategorie „Sänger des Jahres solistische Einspielung Gesang Lied“.  
Als erster Sänger nahm er zusammen mit Alessandro Zuppardo am Klavier eine Gesamteinspielung aller 115 Mélodies für Männerstimme von Francis Poulenc auf. Zusammen mit Steffen Schleiermacher am Klavier veröffentlichte er neben der Satie-Gesamteinspielung auch Einspielungen von Liedzyklen Wolfgang Rihms und der Hölderlin-Vertonungen Josef Matthias Hauers. 2017/2018 erschien in Kooperation mit Deutschlandfunk Kultur und MDG eine 4-CD-Reihe der Lieder Hanns Eislers. Für seine Interpretationen der Partien der Kassandra in Iannis Xenakis Oresteia (2017), des Johannes in G. F. Haas‘ Morgen und Abend (2017) sowie des Lord Byron in Michael Wertmüllers Uraufführung Diodati. Unendlich (2019) wurde er vom Magazin Opernwelt dreimal für den Sänger des Jahres nominiert. Im November 2021 sang er die Weltpremiere von Chaya Czernowins ATARA für Sopran, Bariton und Orchester gemeinsam mit Sofia Jernberg und dem RSO Wien im Goldenen Saal des Wiener Musikvereins.

### Lehrtätigkeit
Ab dem Sommersemester 2019 wurde Falk als Professor für Liedinterpretation, Oratorium und Aufführungspraxis für zeitgenössische Musik an die Universität für Musik und darstellende Kunst Graz berufen.

### Privates
Holger Falk lebt gegenwärtig in Frankfurt am Main und hat zwei Kinder.

## Diskografie
- Franz Schubert: Schwanengesang/Zyklus. Mit Stefan Geier, Klavier (2006)
- Schubert, Schumann, Brahms, Ullmann, Mohammadi: Sinnig zwischen beiden Welten. Mit Stefan Geier, Klavier; Ensemble Hafez (MDG Records; 2007)
- „Hommage an August Stramm“. Mit Hildegard Wiedemann, Sopran; Steffen Schleiermacher, Klavier (MDG Records; 2009)
- Francis Poulenc: Intégrale des mélodies sur des poèmes de Guillaume Apollinaire. Mit Alessandro Zuppardo, Klavier (MDG Records; 2010)
- Josef Matthias Hauer: Music with Hölderlin. Mit Steffen Schleiermacher, Klavier (MDG Records; 2011)
- Francis Poulenc: Intégrale des mélodies sur des poèmes de Paul Éluard et Louise de Vilmorin. Mit Alessandro Zuppardo, Klavier (MDG Records; 2013)
- Francis Poulenc: Mélodies sur des poèmes des poètes divers. Mit Alessandro Zuppardo, Klavier (MDG Records; 2013)
- Wolfgang Rihm: Lieder. Mit Steffen Schleiermacher, Klavier (MDG Records; 2014)
- Erik Satie: Intégrale des Mélodies et Chansons. Mit Steffen Schleiermacher, Klavier (MDG Records; 2015)
- Peter Eötvös: Paradise reloaded. Mit Lucifer; Hungarian Radio Symphonic Orchestra; Gregory Vajda (BMC Records; 2016)
- Hans-Jürgen von der Wense: Pianoworks, Lieder, Chambermusic. Mit Steffen Schleiermacher, Klavier; Jan Philipp Reemtsma, Rezitation; Rundfunk-Sinfonie-Orchester Berlin; Dirigent: Johannes Kalitzke (Es-Dur; 2016)
- Fabián Panisello: Música vocal Mit Leigh Melrose, Laia Falcón, Pluralensemble, Fabián Panisello (Columna Música; 2017)
- Hanns Eisler: Songs and Ballads 1929–1937 (Vol. 1). Mit Steffen Schleiermacher, Klavier (MDG Records; 2017)
- Hanns Eisler: Songs and Ballads 1948–1962 (Vol. 2). Mit Steffen Schleiermacher, Klavier (MDG Records; 2017)
- Hanns Eisler: Songs und Ballads 1898-1962 (Vol. 3). Mit Steffen Schleiermacher, Klavier (MDG Records; 2018)
- Hanns Eisler: Songs und Ballads 1898-1962 (Vol. 4). Mit Steffen Schleiermacher, Klavier (MDG Records; 2019)
- Il gondoliere veneziano: A musical voyage through Venice. Mit nuovo aspetto; Merzouga (Prospero Classical; 2020)
- Wojciech Blazejczyk: General Theory of Relativity. Mit  Klangforum Wien, Dirigent: Johannes Kalitzke (Kairos; 2021)
- Arthur Honegger: Mélodies & Chansons. Mit Steffen Schleiermacher, Klavier (MDG Records; 2021)
- Darius Milhaud: Mélodies & Chansons. Mit Steffen Schleiermacher, Klavier (MDG; 2022)
- Friedrich Cerha: Keintate I, II (parts). Mit attensam quartett (Kairos; 2022)

## Auszeichnungen
- 2016: ECHO Klassik Liedeinspielung des Jahres: Erik Satie: Intégrale des Mélodies et Chansons (Holger Falk, Bariton; Steffen Schleiermacher, Klavier), MDG Records
- 2017: Preis der deutschen Schallplattenkritik: Hanns Eisler: Songs and Ballads 1929–1937 (Vol. 1) (Holger Falk, Bariton; Steffen Schleiermacher, Klavier), MDG Records